# Bryopesanser pesanseris
Bryopesanser pesanseris är en mossdjursart som först beskrevs av Smitt 1873.  Bryopesanser pesanseris ingår i släktet Bryopesanser och familjen Escharinidae. Inga underarter finns listade i Catalogue of Life.